# Christian Lykke (norsk forretningsmand)
 For alternative betydninger, se Christian Lykke. (Se også artikler, som begynder med Christian Lykke)
Christian Lykke (født 31. oktober 1974 i Trondheim) er en norsk forretningsmand.
Han har hovedfag i historie fra Norges teknisk-naturvidenskabelige universitet (NTNU) fra 2000 og eksamener i statsvidenskab, filosofi og latin. Fra 2005 til 2012 var Christian Lykke administrerende direktør i familieselskabet I.K. Lykke, som ejer dagligvarekæden Bunnpris. Fra 2013 er han bestyrelsesformand i handelvirksomheden i koncernen, mens hans far Trond Lykke indtil sin død var bestyrelsesformand i ejendomvirksomheden.
Lykke var medlem af Trondheim bystyre 2003–2007 og bestyrelsesmedlem i Trondheim Høyre.
Christian Lykke er dansk konsul i Trondheim.
Christian Lykke er oldebarn af både statsminister Ivar Lykke og minister Johan Cappelen.